# Rungia longipes
Rungia longipes är en akantusväxtart som beskrevs av Ding Fang och H.S. Lo. Rungia longipes ingår i släktet Rungia och familjen akantusväxter. Inga underarter finns listade i Catalogue of Life.